# Alte Synagoge (Kitzingen)

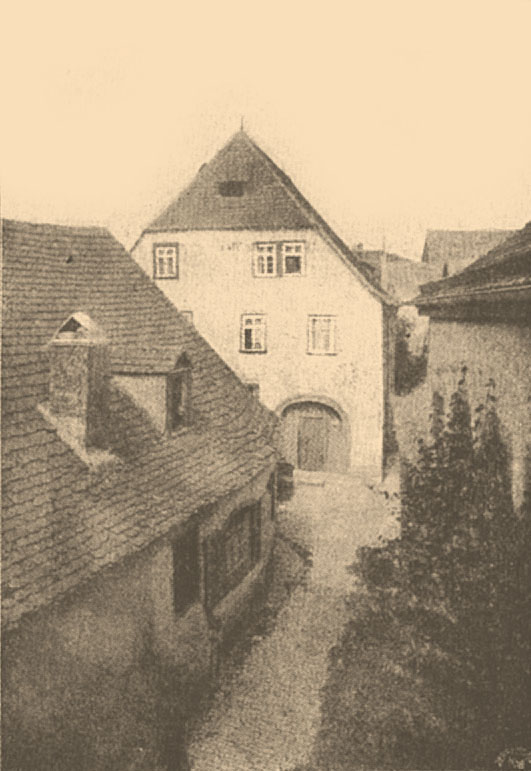
Alte Synagoge in Kitzingen (aus Brockhaus and Efron Jewish Encyclopedia, 1906–1913)

Die Alte Synagoge in Kitzingen, einer Stadt im Landkreis Kitzingen im nördlichen Bayern, wurde im 16. Jahrhundert errichtet und durch ein Bombardement im Zweiten Weltkrieg (am 23. Februar 1945) zerstört. Die Synagoge stand an der  Oberen Bachgasse Nr. 6. Nur Reste der Südwand der Synagoge, die zuletzt als Wohnhaus genutzt wurde, blieben auch nach 1945 erhalten.

## Beschreibung
Aus Naphtalie Bamberger, Geschichte der Juden von Kitzingen (S. 13): „Die Synagoge stand direkt hinter dem Stadtgraben, in der Nähe der Klostermauer auf einem ziemlich hohen Platze und ist heute noch als solche mit dem Namen 'Judentempel' bezeichnet und zu erkennen. Das Haus Nr. 6 in der oberen Bachgasse ist auf das bestimmteste als die Synagoge aus jener Zeit zu betrachten und ist als solche festgestellt. Die Bauart des ganzen Hauses und seiner Nebenräume lässt auf Wohlstand und Opferwilligkeit der damaligen jüdischen Bewohner schließen. Der größte Raum, welcher die Männersynagoge bildete, war ungefähr 6 1/2 m lang und 4 1/2 m breit. Die Wände waren sehr massiv gebaut und zeigen symmetrisch geordnete viereckige Nischen, die jedenfalls Verziehungen waren. In der Mitte der Ostwand (Mainseite) befindet sich eine besonders tiefe Nische, in welcher gewisse der Oraunhakodesch (Toraschrein) stand. In der Südwand, wo sich der Eingang zur Männersynagoge befand, war direkt neben dem Eingang eine Armenbüchse angebracht; es war dies ein ausgehöhlter Stein, dessen Öffnung mit einer kleinen Gittertüre verschlossen war. In einer Höhe von ca. 3 1/2 m sieht man noch ein festes, breites Steingesimse, welches um alle vier Wände herumläuft. Darauf ruhte die Frauenempore. Wenn auch das ganze Gebäude zu einem Wohnhause umgebaut ist, so zeigt doch auch dessen äußere Spitzform noch die Eigentümlichkeiten, an denen man Synagogen aus dem 16. Jahrhundert erkennen kann. Im Keller unter der Synagoge war noch bis vor 15 Jahren die Vertiefung des Ritualbades zu sehen. Die Juden wohnten aller Wahrscheinlichkeit nach in der Nähe des Gotteshauses, da aus verschiedenen Aktenstücken zu ersehen ist, dass sie nur hinter der Klostermauer sich ansässig machen durften.“